# Благовіщенка (Тюльганський район)
Благові́щенка (рос. Благовещенка) — село у складі Тюльганського району Оренбурзької області, Росія.

## Населення
Населення — 436 осіб (2010; 587 у 2002).
Національний склад (станом на 2002 рік):
- росіяни — 71 %